# Lycaste xytriophora
Lycaste xytriophora este una dintre speciile genului Lycaste. La acestă specie tulpina prezintă o ramificație simpodială.